# O experiență neobișnuită
O experiență neobișnuită (1987) este un roman science fiction pentru copii al autorului român George Anania. Volumul a fost reeditat în 1989 la aceeași editură.

## Considerații generale
Scris sub forma unei cărți pentru copii, romanul prezintă multe similarități cu precedentul volum publicat de Anania. În ambele romane este vorba despre comunicarea prin biounde între pământeni și o altă civilizație din univers, iar numele personajelor principale - care sunt doi adolescenți de 14 ani din București - reprezintă o inversiune: Gabriel Andreescu în Acțiunea Lebăda și Andrei Gabrielescu în O experiență neobișnuită.
Ideea comunicării prin biounde cu o civilizație extraterestră amintește și de ultimul roman publicat în colaborare cu Romulus Bărbulescu, Șarpele blând al infinitului, iar folosirea plantelor ca suport de comunicare, pornind de la descoperirile făcute prin intermediul fotografiilor Kirlian, se regăsește și în romanul Catharsis, publicat de Bărbulescu în 1983. De altfel, cei doi autori au recunoscut că s-au ajutat reciproc în proiectele individuale.

## Intriga

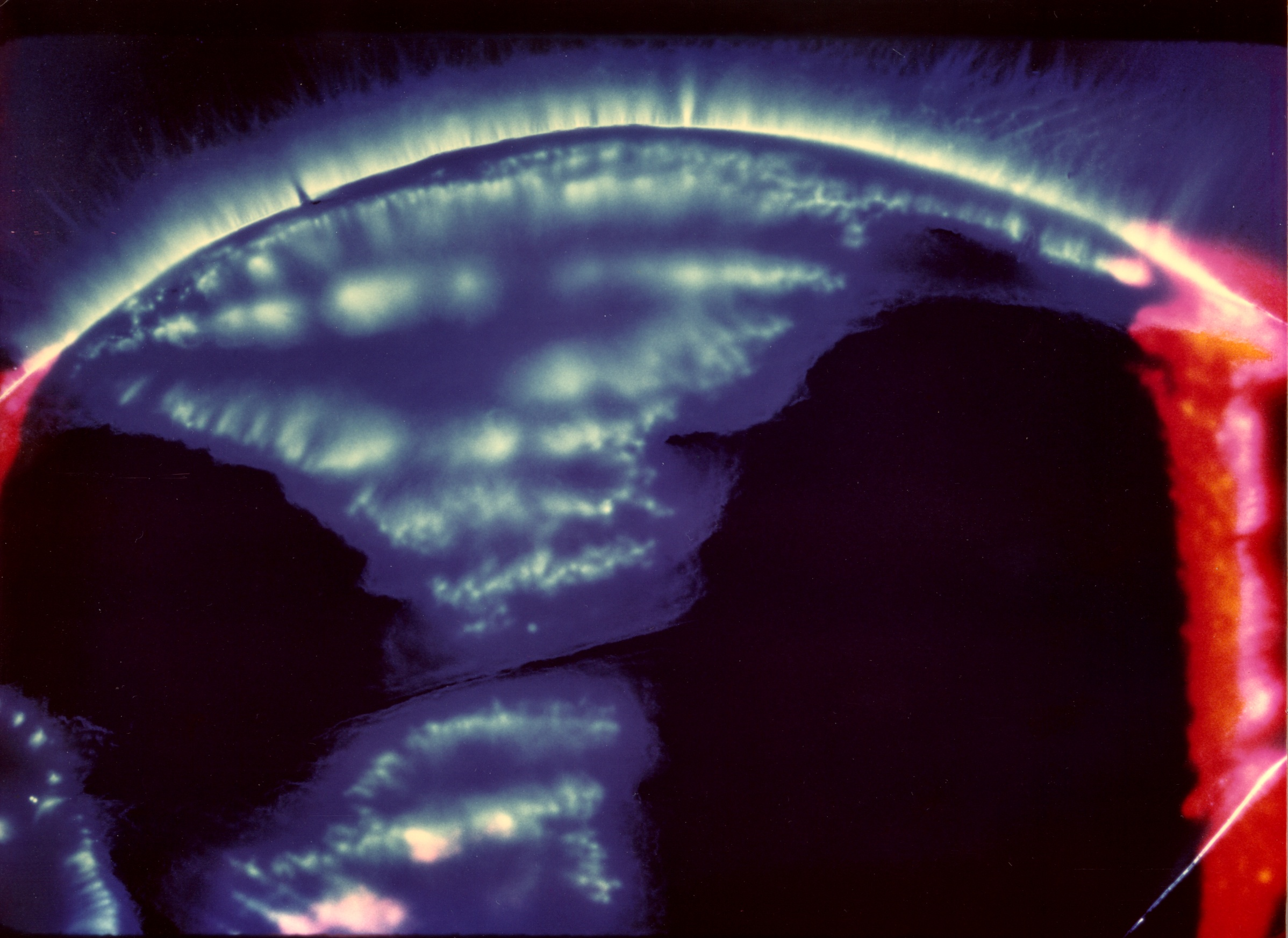
Fotografia unei frunze efectuată prin tehnica Kirlian

În timpul unei experiențe de laborator, Andrei și Petre sesizează prezența unui "aer" misterios în aerul din încăpere. Ajunși acasă, cei doi se retrag în sera pe care au construit-o în bloc cu ajutorul unui vecin, un pictor renumit, și în care studiază biocâmpul plantelor prin intermediul fotografiilor Kirlian. Ei încep să studieze una dintre plante, dar un accident îi face pe amândoi să-și piardă cunoștința. Accidentul nu lasă niciun fel de urme, dar cei doi prieteni constată că evenimentul a readus sera la stadiul în care se afla cu mai bine de un an în urmă, când nu posedau nimic din aparatura cu care studiau plantele.
Îngrijorate de starea celor doi copii, mamele lor îi trimit în tabără. Acolo, cei doi se împrietenesc cu Ionică, un băiat sărac din Moldova, și au de înfruntat răutățile unui băiat înfumurat, Mihai Oniga. Întreaga perioadă petrecută în tabără se împarte între două acțiuni: evitarea șicanelor lui Oniga și descoperirea pe care o face Andrei în pădure. Aici el întâlnește o fată misterioasă, pe nume Laura, care pare avidă să afle cât mai multe despre oameni prin intermediul lui Andrei. În ciuda afirmației ei că e venită la bunica ei care locuiește în sat, Petre o surprinde într-o noapte că se adăpostește în pădure, unde vorbește cu copacii.
Fata îl ajută pe Andrei să dejoace farsele lui Oniga, dar ultima farsă a acestuia - în urma căreia Petre și Ionică își pierd viața - o obligă să se desconspire. Se dovedește astfel că ea este întruparea unei ființe dintr-o civilizație orgolioasă care trăiește departe în univers. Prin intermediul bioundelor, membrii acestei civilizații au ajuns în contact cu plantele de pe Pământ, pe care le-au folosit ulterior pentru a-i studia pe oameni. Văzând că cei doi băieți erau pe cale să afle de prezența lor, au provocat accidentul din seră și au dat timpul înapoi, pentru a le pune piedică în munca lor.
În final, fata acceptă să se sacrifice și să plece pe lumea ei, permițând astfel ca timpul să fie dat din nou înapoi, iar Andrei să împiedice moartea lui Petre și Ionică.

## Lista personajelor
- Andrei Gabrielescu - 14 ani, elev în București
- Petre Ștefănuț - 13 ani, elev în București, cel mai bun prieten al lui Andrei și vecin de bloc cu acesta
- Laura - reprezentanta unei civilizații extraterestre care a luat legătura cu pământenii prin intermediul bioundelor emise de plante
- Pictorul - pictor renumit, afectat de o boală gravă, vecin de bloc și prieten cu Andrei și Petre
- D-na Gabrielescu - mama lui Andrei
- D-na Ștefănuț - mama lui Petre
- Rîurel - inginer-electronist, unchiul lui Petre
- Ionică - elev în clasa a VI-a în localitatea R... din Moldova
- Mihai Oniga - elev înfumurat și răzbunător, specialist în tenis, canotaj, călărie și golf
- Directoarea - conducătoarea taberei din localitatea V...

## Ediții
- 1987 - O experiență neobișnuită, ed. Ion Creangă
- 1989 - O experiență neobișnuită, ed. Ion Creangă, 160 pag., ISBN 973-25-0083-2